# Würnitz (Herrschaft)
Die Herrschaft Würnitz war eine Grundherrschaft im Viertel unter dem Manhartsberg im Erzherzogtum Österreich unter der Enns, dem heutigen Niederösterreich.

## Ausdehnung
Die Herrschaft umfasste zuletzt die Ortsobrigkeit über Würnitz, Mollmannsdorf sowie Lerchenau und verfügte über Untertanen in Stetten und Kleinretz. Der Sitz der Verwaltung befand sich im Schloss Würnitz.

## Geschichte
Der letzte Inhaber der Allodialherrschaft war Karl Ritter von Heintl-Plöchl. Gemäß den Reformen 1848/1849 löste er die Herrschaft auf.